# Naturschutzgebiet Felsen am Harkortsee
Das Naturschutzgebiet Felsen am Harkortsee befindet sich auf dem Gebiet der Städte Herdecke und Wetter (Ruhr) im Ennepe-Ruhr-Kreis in Nordrhein-Westfalen.
Das Naturschutzgebiet umfasst einen Teil des felsigen Steilhanges am Nordufers des Harkortsees zwischen Herdecke im Osten und Wetter (Ruhr) im Südwesten.

## Beschreibung
Das ca. 8 ha große Gebiet mit der Kennung EN-031 steht seit 2010 unter Naturschutz.
Schutzgrund ist primär, dass hier eines der wenigen, kleinflächigen Vorkommen des Prächtigen Dünnfarns (Trichomanes speciosum) (Hymenophyllaceae) in NRW besteht, einer Art gemäß Anhang II der FFH-Richtlinie, deren Schutz EU-weit von gemeinschaftlichem Interesse ist. Dieser Farn ist in den hiesigen Breiten nur in der (unscheinbaren) Form der sich vegetativ vermehrenden Prothallien bekannt. Seine Vermehrung und Ausbreitung erfolgt ausschließlich auf vegetativem Wege. Da diese somit sehr langsam erfolgt, ist jeder als Habitat geeignete Lebensraum als Trittsteinbiotop wichtig und erhaltenswert. Der Schutz aller Vorkommen des Hautfarns besitzt überregionale Bedeutung und ist FFH-relevant. Das Gebiet ist somit in der Natura 2000 Biotopnetz einbezogen.

## Schutzziele
Ziel ist
- die Erhaltung, Entwicklung oder Wiederherstellung von Lebensstätten, Biotopen oder Lebensgemeinschaften bestimmter wild lebender Tier- und Pflanzenarten, hier

- zum Erhalt der Felsformationen mit ihren Felsspalten sowie zum Erhalt und

- der weiteren Entwicklung eines standortgerechten, naturnahen Buchenwaldes und Vermeidung von Kahlschlägen, um das spezielle, für das Überleben der Prothallien notwendige Mikroklima zu erhalten und zu sichern.[3][4]

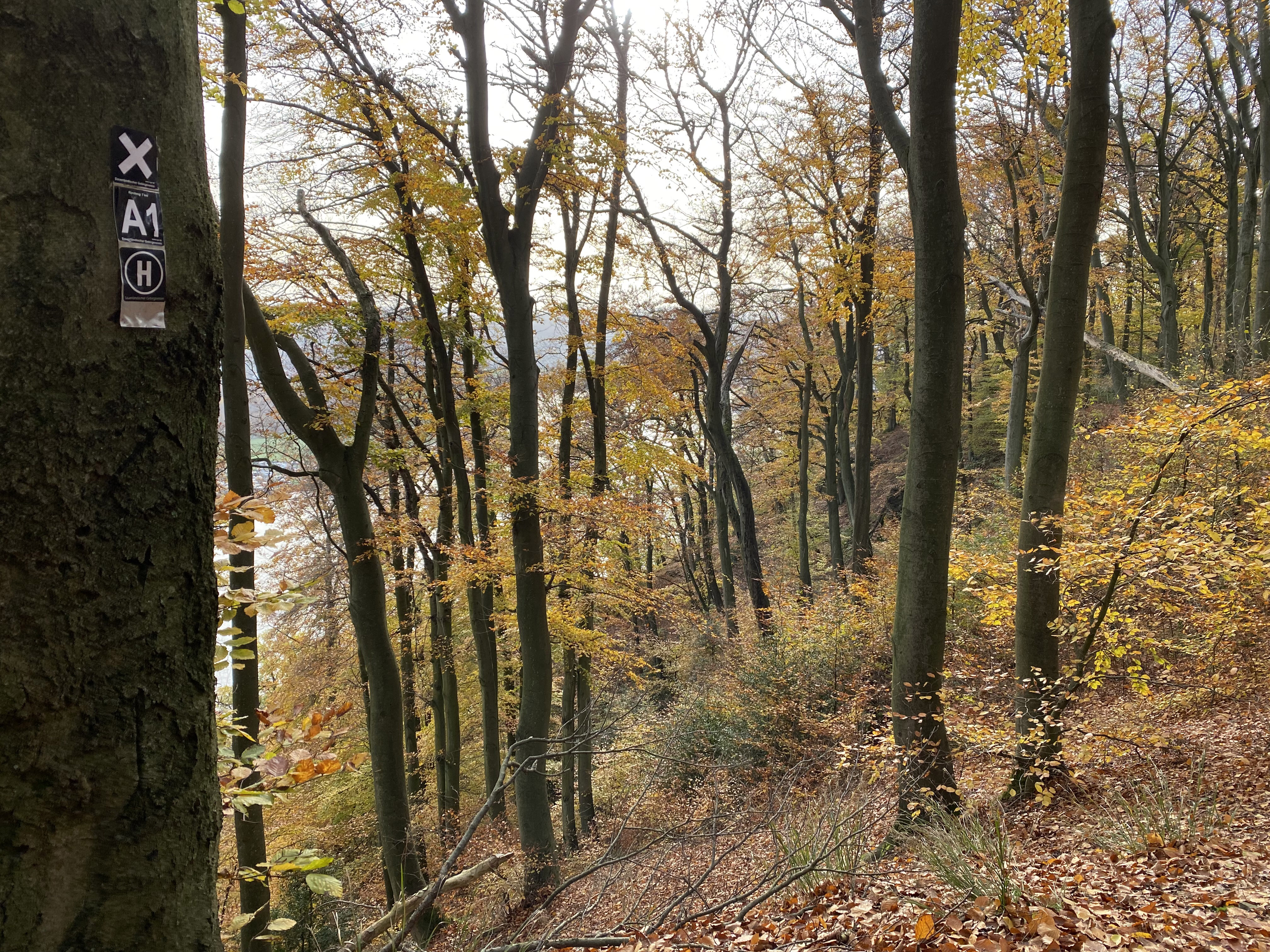
Felshang am Harkortsee
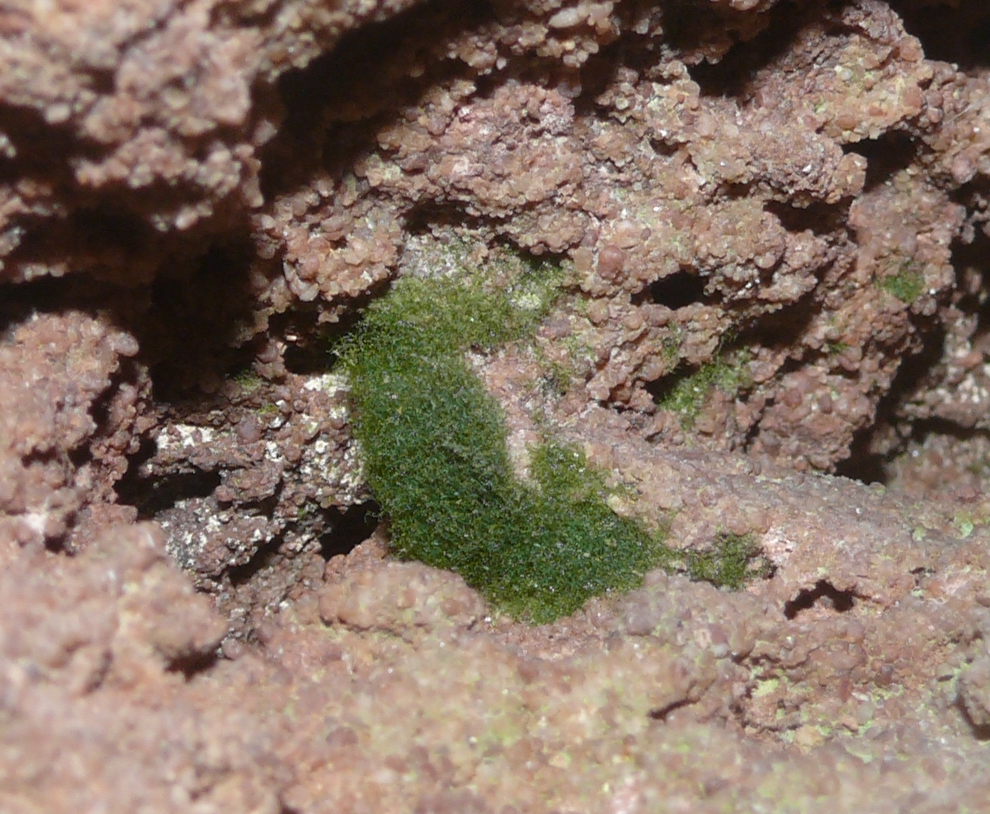
Lebt unscheinbar und verborgen in Felsspalten: Prächtiger Dünnfarn
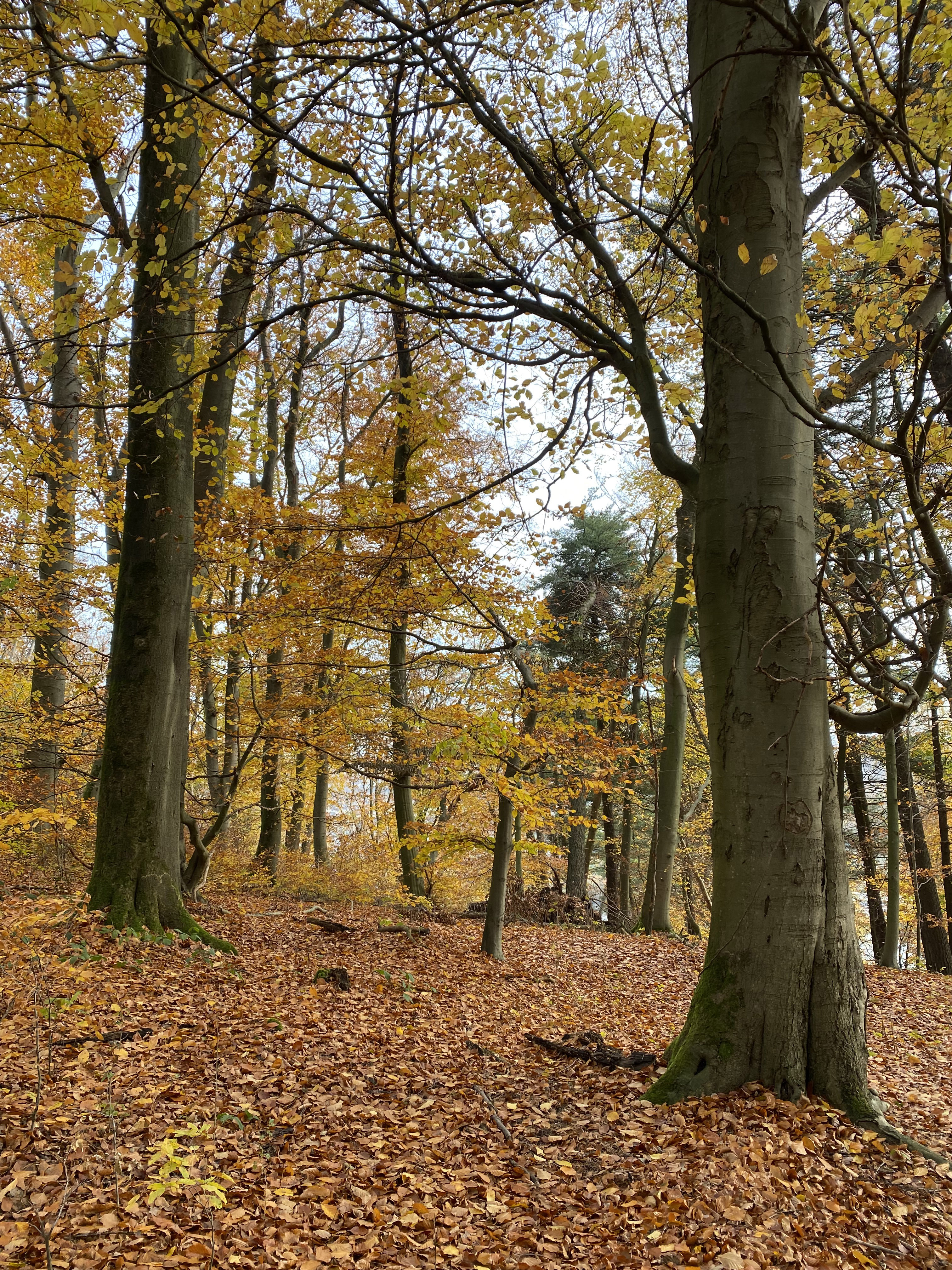
Buchenwald dient dem klimatischen Schutz der seltenen Felsspalten-Vegetation